# Dino Crisis (jeu vidéo)
 (août 2015).
Si vous disposez d'ouvrages ou d'articles de référence ou si vous connaissez des sites web de qualité traitant du thème abordé ici, merci de compléter l'article en donnant les références utiles à sa vérifiabilité et en les liant à la section « Notes et références ».
Dino Crisis est un jeu vidéo d'action de type survival horror développé par Capcom Production Studio 4 et édité par Capcom en 1999 sur PlayStation. Premier jeu de la série éponyme, il sort en 2000 sur Dreamcast et PC. Il est créé par Shinji Mikami, le créateur de la série Resident Evil.
Un portage sur émulateur, réalisé par Sony Interactive Entertainment, est sorti le 21 décembre 2006 sur le PlayStation Network pour Playstation 3, PSP et PS Vita.
Un second portage intervient sur PlayStation 5 le 15 octobre 2024 pour les abonnés Premium au PlayStation Plus, puis le jeu fait son apparition sur le PlayStation Store le 26 novembre 2024.

## Histoire
L'histoire se déroule en 2009 sur l'île Ibis.
Le docteur Edward Kirk, jeune scientifique reconnu, travaillait sur un projet basé sur une technique d'énergie pure appelée la « Tri-Énergie ». Cependant, le gouvernement, jugeant le projet non productif et finalement trop insignifiant, décida de cesser de le financer.
Peu après, une dramatique explosion eu lieu au centre de recherche du docteur Kirk, qui périt en même temps que le reste de l'équipe scientifique.
Mais trois années plus tard, Tom, un agent, fut envoyé en espion sur l'île d'Ibis et contacta ses employeurs pour leur communiquer des informations inattendues : le docteur Kirk aurait survécu et continuerait ses recherches sur la Tri-Énergie dans un centre militaire de la République de Borginie.
Un corps expéditionnaire spécial, composé de quatre soldats d'élite surentraînés, est alors envoyé sur l'île d'Ibis en pleine nuit, avec pour mission d'infiltrer le centre militaire, d'intercepter le docteur Kirk et de le ramener dans son pays d'origine.
Les quatre agents, Regina, Gail, Rick et Cooper sont parachutés sur les plages de l'île. Mais arrivés dans le centre, ils remarquent que quelque chose cloche : l'endroit semble désert et l'électricité est coupée. De plus, Cooper n'a pas rejoint le point de ralliement et reste incontactable (il est poursuivi et dévoré par un tyrannosaure en pleine jungle).
Les trois agents se rendent alors compte que le centre et ses alentours sont infestés de créatures préhistoriques hostiles et agressives ayant tué toute l'équipe scientifique. Mais entre le devoir de compléter la mission des uns, et l'envie de survivre des autres, des tensions se créent.

## Système de jeu
Le gameplay est quasiment le même que celui de la série Resident Evil.
Le joueur dans un environnement en 3D. Le personnage se déplace en utilisant la croix multi-directionnelle ou le stick analogique gauche.
Le bouton X sert à interagir avec les décors, les objets et les personnages non joueurs.
Le bouton R1 sert à pointe son arme (automatiquement sur un ennemi présent dans la pièce).
Le bouton O permet d'accéder à votre inventaire.
Le bouton R2 sert quant à lui à courir, s'il est maintenu enfoncé.
Enfin, le bouton « triangle » sert à ouvrir la carte.
Le gameplay présente une différence notable : le personnage peut se déplacer en visant, mais pas viser vers le haut ou le bas. Le personnage avance lentement, sur ses gardes, avec le pistolet prêt à être utilisé en cas de besoin. Tout comme dans Resident Evil sorti sur PlayStation en 1996, il est aussi difficile de rester en vie face aux hordes de dinosaures qui surgissent de nulle part. Enfin, contrairement aux zombies de Resident Evil, les dinosaures peuvent ouvrir les portes et poursuivre le joueur sur plusieurs salles.
Le système de création de munitions de Resident Evil 3 a été repris et amélioré, et il est possible de créer et améliorer des objets de soin.

## Développement
Surfant sur la popularité de Jurassic Park, le jeu s'inspire également de Resident Evil.

### Sortie

#### Dreamcast
Capcom annonce une sortie de Dino Crisis sur Dreamcast prévue pour décembre 2000.

#### PlayStation 3, PlayStation Portable et PlayStation Vita
Le jeu débarque le 21 décembre 2006 sur PlayStation Store japonais.

#### PlayStation 5
Dino Crisis fait son apparition sur le PlayStation Plus le 15 octobre 2024, réservé exclusivement aux abonnés Premium. Selon le site TrueTrophies.com, le survival horror est un véritable succès, puisqu'il est devenu le quatrième jeu le plus joué de toute la catégorie "Classics", le jeu PS1 le plus joué du service rajouté en 2024 et le deuxième plus gros succès du PlayStation Plus en octobre 2024. 
Le jeu peut être acheté sur le PlayStation Store depuis le 26 novembre 2024.

## Accueil
- Gamekult : 7/10 (PS)[7] - 4/10 (PC)[8]
- Jeuxvideo.com : 17/20 (PS)[9] - 16/20 (PC)[10]